# Jochen Köstler
Jochen M. Köstler (geboren 1973) ist ein deutscher Film- und Fernsehproduzent.
Jochen Köstler leitete in den Jahren 2010 und 2011 Constantin Entertainment Serbia und produzierte in Belgrad Erfolgsformate für den Sender Prva. Seit 2012 war Jochen M. Köstler Produzent im Geschäftsbereich Show und -Unterhaltung sowie stellvertretender Geschäftsführer. In dieser Zeit verantwortete er u. a. Sendungen wie „Die große ProSiebenVölkerball-Meisterschaft“, „Geht's noch - Kayas Woche“, „Bully macht Buddy“ in Zusammenarbeit mit Bully Herbig oder „Extrem Schön“.
2017 wurde Jochen Köstler Geschäftsführer von Constantin Entertainment. Bei Constantin Entertainment war er nicht nur Produzent der Reality-Serie „Germany Shore“, unter seiner Führung entstanden zudem Produktionen wie „Bild.Macht.Deutschland?“ über die Bildzeitung für Prime Video oder auch die Fußballdokumentation „Der Anschlag – Angriff auf den BVB“ und „Inside Greenpeace – Was braucht es, um die Welt zu retten?“, sowie die Attentat-Doku „Die Schüsse von München“. Für Netflix entwickelte er die Reality-Dokuserie „Kaulitz & Kaulitz“ über die Tokio-Hotel Bandmitglieder Bill Kaulitz und Tom Kaulitz. Für die Jan-Ullrich-Dokumentation „Der Gejagte“ ist er 2024 für den Deutschen Produzentenpreis nominiert worden. Für Sat1 produziert Köstler die Politikreihe „Ronzheimer - Wie geht's, Deutschland?“. 
Zum 1. Januar 2024 verließ Jochen Köstler Constantin und hat die Position des Executive Vice President Non-Fiction beim Medienunternehmen LEONINE Studios übernommen.
Jochen Köstler ist Dozent an der Bayerischen Akademie für Fernsehen und Digitale Medien.